# 张文纲
张文纲（1919年12月11日—1990年5月21日），广东省合浦县（今属广西壮族自治区）人，作曲家。

## 生平
张文纲生于合浦县城廉州镇一个家庭。父亲是民营汽车公司职员，不喜欢音乐，也不让孩子参加音乐演奏活动。1934年，已成为合浦县立一中初中学生的张文纲開始参加抗日救亡运动，担任教群众演唱抗日救亡歌曲的工作，由此逐渐喜爱上音乐，并在实践中锻炼出了从事歌咏活动的能力。1936年夏，张文纲考入广东省立廉州中学高中学习。1937年1月，驻合浦的中国国民党军队逮捕了从事抗日救亡活动的十多位青年。张文纲也于1月8日遭到逮捕，被关押21天后获释。抗日战争全面爆发后，1938年4月张文纲加入中国共产党。1938年10月侵华日军攻占广州后，日军飞机经常轰炸骚扰广东省南部沿海城市，廉州中学不得不暂时停课。中共廉州中学地下党组织通过廉州中学抗日救亡工作团这一群众组织，组成了一支12人的抗日宣传 队，于1938年12月间到合浦县北部六万大山山区（今属广西壮族自治区浦北县）乡镇及农村开展抗日宣传。廉州中学高中生伍雍谊和张文纲都参加了该宣传队。当时张文纲特地借来一支小号，自己学会了吹奏一般歌曲旋律。后来这支宣传队在宣传时，小号声成为吸引群众的有效手段。在教唱抗日歌曲时，由伍雍谊教唱，张文纲用小号助奏。这支宣传队历时一个多月，足迹遍及浦北地区主要乡镇，并深入山区农村，受到群众欢迎。
1939年7月，张文纲自廉州中学高中毕业，决定学习音乐。经中共党组织同意，他离开家乡，在1939年11月考入重庆的中央训练团音乐干部训练班。他师从男高音歌唱家胡然学习声乐，向贺绿汀、江定仙、陈田鹤等人学习乐理及作曲理论。1940年，他创作的合唱曲《风暴》（力扬作词）、《爱好自由的人们》（鲁郎作词）在重庆公演。1941年，他创作的独唱曲《牧羊女》（许尤作词）及合唱曲《壮士骑马打仗去了》（许尤作词）经音乐干部训练班演出后，影响广泛。1943年2月，张文纲转入重庆青木关的国立音乐院理论作曲系学习，师从作曲家陈田鹤学习复调等作曲技术理论，师从作曲家林声翕学习作曲。1945年夏，他在自己的毕业作品音乐会上演出了自己小提琴奏鸣曲、钢琴曲《深秋·黄昏·古碉》、钢琴曲《仲夏的午梦》等作品。
毕业后，他留在国立音乐院任助教。1947年2月，张文纲应新音乐社领导李凌的邀请到上海，在新音乐社创办的“中华音乐学校”任教务主任并教作曲，一直工作到中国人民解放军取得上海战役胜利。在该时期，他为群众争取民主的运动，反饥饿、反内战、反迫害运动创作了《向着民主的道路前进》、《流氓当家，打风满天下》（李凌作词）、《饥饿的行列》、《我们要吃饭》（湛庐作词）、《摩登侵略》（陶行知作词）等群众歌曲。同时他还为一些左翼电影创作了主题歌或插曲，如《风雨进行曲》（电影《鸡鸣早春天》插曲，洪深编剧，田汉作词）、《哀江南》（电影《忆江南》主题歌，田汉编剧、作词）等。中华人民共和国成立后，1949年10月，张文纲来到天津，在新成立的中央音乐学院任业务部（相当于教务处）副主任及副教授。1950年5月转任中央音乐学院音乐工作团创作组组长。后来随着该艺术团体业务性质及名称的变化，他历任中央歌舞团、中央乐团创作组组长。“文化大革命”期间，张文纲与许多从中华民国时期过来的革命知识分子一样经受了磨难。粉碎“四人帮”后，他先是在中国歌剧团任编导室作曲成员，1978年4月回中央乐团任创作组组员。他先后当选为中华全国音乐工作者协会理事、中国音乐家协会第一、二、三、四届理事。1984年8月起 ，任中国音协主办的《儿童音乐》杂志主编。
1990年5月21日，张文纲在北京病逝，享年71岁。

## 作品
中华人民共和国成立后，1951年他和作家管桦来到抗美援朝战争的战场，冒着战火深入中国人民志愿军部队慰问。后来两人合作创作了《飞虎山》故事大合唱。1951年9月，中华全国音乐工作者协会选送这部作品参加在罗马尼亚布加勒斯特举办的国际群众歌曲比赛会。因中国代表事前没了解清楚比赛情况，到会时才得知各国只送群众歌曲作品参赛，所以临时决定提送《飞虎山》具有群众歌曲风格的第六段（终段）参赛 ，获三等奖。在获奖作品音乐会中演出该作品完毕时，全场听众起立鼓掌，成为该音乐会中最受欢迎的曲目。罗马尼亚音乐家纷纷向中国代表李凌表示对该作品的欣赏。
张文纲一生写了六部大型声乐作品，在《飞虎山》故事大合唱之后还有讲述中国人民志愿军英雄杨根思的事迹的《杨根思》故事大合唱（管桦作词），描写在抗美援朝战争中受伤致残的军人返乡后领导农民开展农业建设的《单臂英雄李世喜》故事大合唱（管桦作词），歌颂扑火抢救国家财产而牺牲的青年女工向秀丽的大合唱《向秀丽》（金帆作词），描绘少数民族生活的情景组歌《爱尼人的歌》（管桦作词）。另外还有一部未完成的清唱剧《凤凰岛》（陈先炳、许维基作词）。这些作品中除了抒情音画似的《爱尼人的歌》外，其他几部作品内容上都有英雄性，体裁上都有叙事性。他在音乐创作中将英雄性、叙事性同刻画情感的抒情性结合起来，形成了在叙事性大型声乐作品创作中独特的个人风格。
张文纲以民歌、戏曲、曲艺唱段为基础改编出了不少合唱作品，例如男声合唱曲《阿牛噜哩》（云南哈尼族叙事歌）、女声合唱曲《歌唱农村新面貌》（广东南音，使用粤语演唱）、女声领唱及合唱 《风声紧》（京剧《沙家浜》唱腔选段）等，都受到听众喜爱。
张文纲早年参加抗日救亡活动中，因为组织少年儿童歌咏队，开始注意少年儿童歌唱。中华人民共和国成立后，张文纲说：“我们一定要谱写出真正优美、感人、动听的，培养少年儿童高尚情操、树立远大理想，被少年儿童真诚热爱，倾诉孩子们心声的旋律和歌词来。”他一生创作了四百首音乐作品，其中少年儿童歌曲有一百余首。1953年，张文纲参加了北京市举办的中、小学生夏令营活动。一天傍晚，他在营地散步，一幅美景触动了他的心弦。他后来回忆说：“离我不远的一个小土岗上有站着、坐着、趴着的一群少先队员，面对夕阳，望着前面的湖水、稻田、森林和远山，有人还伸出手，指着这边、那边。我听不见他们是在说些什么呢，还是在唱些什么。我想象他们是在欣赏辽阔、美丽的祖国大地，轻轻地唱着，从内心深处唱出一支歌……”不久他就创作出歌曲《我们的田野》。这是他和作家管桦合作的儿童组歌《夏天旅行之歌》中的一首。这首歌很快获得孩子们的喜爱，影响很大，也是张文纲最富盛名的儿童歌曲代表作。“文化大革命”期间，北京青年潘渊亮和伙伴们到黑龙江生产建设兵团工作，在遇到挫折和困难时经常回忆起《我们的田野》这首歌。后来潘渊亮回到北京考入北京电影学院，他把这段经历写成电影剧本拍摄，以这首歌名《我们的田野》作为片名，并请张文纲为该片创作了音乐。
张文纲创作的其他少年儿童歌曲如《少年先锋之歌》（胡乔木作词）、《我们快乐地歌唱》（沙鸥作词）、《向日葵》（管桦作词）、《可爱的苹果》（北京女三中初二级九班学生集体作词）、《歌唱我们的中队》（刘厚明作词）、《少先队植树造林歌》（管桦词）、《一棵树 ，又一棵树》（金波作词）、《大海，再见》（金本作词）等等，也都是知名作品。直到他去世前夕的1989年，他还写了《星光里飞出的歌》（李幼容作词）、《升国旗歌》（李幼容作词）、《请走进我们的歌声》（金波作词）三首歌曲。他创作的《我们快乐地歌唱》、《我们的田野》、《大海，再见》三首作品都曾在全国性少年儿童文艺创作评奖中获奖。